# Skeleton-Juniorenweltmeisterschaft 2010
Die Skeleton-Juniorenweltmeisterschaft 2010 war die achte Austragung der Skeleton-Juniorenweltmeisterschaft und fand zwischen den 25. und dem 31. Januar 2010 auf den Olympia Bob Run St. Moritz–Celerina in der Schweizer Gemeinde St. Moritz statt. Bei den Damen sicherte sich die erst 17-jährige Tina Hermann aus Deutschland den Junioren-Weltmeistertitel mit 0,05 Sekunden Vorsprung vor Sarah Reid, welche ihren zweiten Junioren-Weltmeistertitel knapp verpasste. Bei den Männern sicherte sich der Alexander Gassner, welche bereits zwei Mal (2008 und 2009) die Bronzemedaille gewinnen konnten, beim dritten deutschen Dreifachsieg in der Geschichte der Juniorenweltmeisterschaften den Junioren-Weltmeistertitel.

## Teilnehmende Nationen
| Europa (8 Nationen) |                                                            |
| --- | ---------------------------------------------------------- |
| \| - Deutschland - Lettland - Niederlande - Österreich \| - Russland - Schweiz - Tschechien - Vereinigtes Königreich \| |                                                            |
| Amerika (1 Nation) |                                                            |
| - Kanada |                                                            |
| Asien (1 Nation) |                                                            |
| - Japan |                                                            |
| - Deutschland - Lettland - Niederlande - Österreich                                                                     | - Russland - Schweiz - Tschechien - Vereinigtes Königreich |

## Medaillenspiegel
| Platz | Land        |   |   |   |   |
| ----- | ----------- | - | - | - | - |
| 1     | Deutschland | 2 | 1 | 1 | 4 |
| 2     | Kanada      | – | 1 | – | 1 |
| 3     | Österreich  | – | – | 1 | 1 |
| Total | Total       | 2 | 2 | 2 | 6 |

## Medaillengewinner
| Wettbewerb | Gold              | Gold        | Silber            | Silber      | Bronze         | Bronze      |
| Wettbewerb | Sportler          | Leistung    | Sportler          | Leistung    | Sportler       | Leistung    |
| ---------- | ----------------- | ----------- | ----------------- | ----------- | -------------- | ----------- |
| Frauen     | Tina Hermann      | 2:22,33 min | Sarah Reid        | 2:22,38 min | Janine Flock   | 2:22,85 min |
| Männer     | Alexander Gassner | 2:16,30 min | Alexander Kröckel | 2:18,01 min | David Lingmann | 2:18,37 min |